# 清浄心院
清浄心院（しょうじょうしんいん）は、和歌山県伊都郡高野町高野山にある仏教寺院・宿坊。高野山真言宗別格本山。本尊・廿日大師。

## 沿革
寺伝によれば、天長年間（824年 - 834年）、空海によって建立された。後に平宗盛によって再建。万延元年（1860年）7月23日、焼失し、現在に至る。

## 廿日大師
廿日大師（はつかだいし）は、空海の木像で、背中に「微雲管」の三文字の記文がある。承和2年、空海が入定の前日（3月20日）に自身の木像を刻み、背の上に「微雲管」と書き入れたと伝えられている。後世、その木像を「廿日大師」と称されるようになった。

## 文化財
- 徳川家康書翰2通（朝鮮出兵の際、捕虜になった李氏朝鮮王子の書翰）
- 紺紙金泥四分羯磨（美福門院筆）

## 住職継承問題
平成15年（2003年）4月、清浄心院の住職が、後継の住職を届け出ないまま死去し、清浄心院の故住職の親族らが推す、高野山真言宗が定める「住職資格」を保有する、清浄心院の徒弟が住職に選任される予定であった。
「後継の住職」の選任にあたり、長老僧侶が、「前住職が急逝したため、緊急事態であるから」という理由で、清浄心院の法類寺院の兼務住職が住職に就任するのが望ましいと意見を述べた。この意向を受けて、清浄心院の徒弟によれば、後継の住職の任期に「1年間の期限」を設けることで、条件付きで了承した。
しかし、後継の兼務住職の任期は、1年間の有期期限であることが、口頭の申し合わせだけで、兼務住職と清浄心院の徒弟との間で、文書化されていなかったという。
結果、清浄心院の法類寺院でもある「高野山内の寺院住職」が清浄心院の住職に、兼務住職として選任されたが、この住職が期限の1年間が過ぎても退任しなかった。
その後、この兼務住職と清浄心院の徒弟とが「清浄心院の住職」の地位などを巡り裁判で争うこととなった。
裁判の過程で和解の交渉が始まり、その過程で、関係者から流れた情報によると、住職の地位を「清浄心院の徒弟」へ渡す条件として、兼務住職側へ「億単位の金額を支払うこと」が求められたという。
この裁判の最中、兼務住職は「清浄心院の住職」として、人事権を行使し、清浄心院で働く僧侶と従業員の解雇をしようとする動きを見せた。
清浄心院の徒弟は、弁護士を代理人にして、この問題を高野山真言宗管長・資延敏雄（当時）宛に、住職継承問題の解決を図るよう、請願書にして提出。
このことで、「清浄心院の住職継承問題」が高野山内にも知れ渡ることになった。やがて、この問題に関して、高野山内で、さまざまな噂が立った。その渦中で、「清浄心院の徒弟・故住職親族」を誹謗中傷している「差出人不明の怪文書」が、高野山内の寺院に投函される事件があった。
平成25年（2013年）4月、当該の兼務住職は、清浄心院の住職を退任し、他の高野山内の寺院の住職が、兼務住職として就任した。この兼務住職も住職を退任。後継として、高野山真言宗の住職資格を有する僧侶が住職に就任した。
平成25年（2013年）7月、和歌山地方裁判所から清浄心院の建物明け渡しを命ぜられ、清浄心院の徒弟がこの命令に応じた。